# 夢眠Nemu
夢眠ねむ（日语：ゆめみ ねむ，7月14日—），是日本女性偶像歌手，為電波組.inc的成員。身高170公分，日本三重縣出生。暱稱為 Nemukyun（日语：ねむきゅん）。在電波組.inc的口號是「永遠的魔法少女未滿」，代表色為薄荷綠。其丈夫為日本藝人及編劇家笨蛋節奏。

## 簡歷
小時候因為崇拜松尾芭蕉而想當俳句詩人，又因為『のらくろ』而受到田河水泡和杉浦茂的影響想當漫畫家。小學高年級時想當廣告設計師而以讀美術大學為目標。
高中時期去了女僕咖啡廳「@ほぉ〜むカフェ」，看到偶像宅的宅藝和女僕的可愛。之後進入了多摩美術大學情報設計系。在學時因為美術方面有煩惱而再次前往「@ほぉ〜むカフェ」，受到後來成為電波組.inc成員的成瀬瑛美的厚待。成瀬總是給人像太陽一樣的感覺，高聲地說出「歡迎蒞臨〜！」、「您回來了！」這樣的心情，想將成瀬的開朗取材為美術的解答，便開始在「@ほぉ〜むカフェ」打工。此時，得知了Moe Japan在秋葉原開設的 Live & Bar「Dear☆Stage」，便從「@ほぉ〜むカフェ」辭職後去Dear☆Stage打工面試，並獲得了錄取。
作為 Dear☆Stage的女性員工「Dear Girls」，同時也在 Moe Japan的秋葉系Club「秋葉原MOGRA」裡以「DJねむきゅん」的名義，把電音和動畫歌曲混音、進行DJ的活動。在2009年，和Dear Girls的成員西村めめ(現：相沢梨紗)一起加入並組成了女性偶像團體電波組.inc。
自2010年起，開始參與攝影師川本史織的計畫「メタポメ」，並參加雜誌或書籍的模特兒。同年8月16日，發行了由福嶋麻衣子製作、Maltine Records發行的個人出道單曲「魔法少女☆未滿」。2011年由グラビア雑誌開始的活動，妄撮系列的「アキバ妄撮」以自己的秋葉原觀點擔任衣服選擇。然後，同一年電波組.inc也移籍到福嶋麻衣子設立的品牌Meme Tokyo，同時最上もが及藤咲彩音也加入了電波組.inc，之後則以電波組.inc為中心進行活動。
2012年12月擔任再見馬尾巴的歌曲「ぼくらの季節」MV的導演。同作品的顧問是映像作家スミス，也因這部作品而觸發之後共同組成影像導演團體「スミネム」、監導電波組.inc的「ノットボッチ...夏」等 MV。
2013年擔任日本Yahoo拍賣的形象女孩，並於2014年11月公開的電視廣告中演出「物欲的化身」。

## 人物
澀谷系音樂是因為受到姊姊的影響，而秋葉系則是因為音樂團體MOSAIC.WAV和電波組.inc的製作人福嶋麻衣子的影響。2010年的首曲個人單曲「魔法少女☆未滿」時髮型才改為鮑伯頭，在此之前為長髮造型。
偶像藝名「夢眠ねむ」是在「地下偶像」這樣的時期取的。有「在地下、雖然夢到了地上但今天也是睡著。」的意思。在電波組.inc的口號，是單曲標題也有的詞句「魔法少女未滿」、有表示「普通女孩」的意思、但也有表示不絕望的人潛力最強的想法。代表色薄荷綠的由來是老家的浴室牆壁是薄荷綠。

### 料理
2012年1月起，在秋葉原DearStage有約每一個月舉辦一次的「夢眠軒」料理活動，會依季節推出時節菜色。2015年2月27日，發售了同一活動之料埋食譜「夢眠軒的料理」。2014年7月7日起，與廚師親姊姊 Maa 常態性演出料理節目「夢眠ねむ＆Maa 夢眠姊妹的興奮♡Cuisine（日语：夢眠ねむ＆Maa 夢眠姉妹のわくわく♡キュイジンヌ）」。

### 美術
2012年夏天，在田河水泡的漫畫家徒弟杉浦茂舉辦的作品特別展「杉浦茂のとと?展」中展出了作品。同年12月，則舉辦了獨自的個展「Cosmic Melon Soda Magic Love 展（日语：コズミックメロンソーダマジックラブ展）」。進行偶像活動之前就立志做個美術家，覺得偶像最能表現美術所以選擇了當偶像。

## 作品

### 單曲
| 發售日        | 名稱                               | 規格產品編號        | 備註                                                              |
| ------------- | ---------------------------------- | ------------------- | ----------------------------------------------------------------- |
| 2010年8月16日 | 魔法少女☆未滿                      | MARUI-001/MJDS-1004 | 作詞：夢眠ねむ、CHEEBOW 作曲・編曲：CHEEBOW                       |
| 2012年12月8日 | コズミックメロンソーダマジックラブ | PPTF-8037           | 作詞：PandaBoY、夢眠ねむ 作曲・編曲：PandaBoY、個展發售限定1000張 |

### 參與作品
| 發售日         | 歌手                 | 標題                                                                      | 形式         | 品牌              | 備考 |
| -------------- | -------------------- | ------------------------------------------------------------------------- | ------------ | ----------------- | --- |
| 2010年11月19日 | 三好史               | 平成22年のうた                                                            | 錄音室專輯   | MIYOSI FUMI LABEL | 參與「さかなのトンカカ」、「ついったんのテーマ」、「赤ふぁぼ」。 |
| 2010年12月23日 | 三好史               | 平成22年のだぶ                                                            | 混音專輯     | MIYOSI FUMI LABEL | 參加「さかなのトンカカ (Moonbug Rework)」、「ついったんのテーマ (Dub's H22 DubRemix)」、「さかなのトンカカ (Tonkaka Edit)」、「赤ふぁぼ (Clubby Mix)」。限定200張。 |
| 2011年3月13日  | monoROSETTA          | 東方メレンゲ少女夜行                                                      | 合輯         | IOSYS             | 參與「只有一個殘酷的希望」 （日语：たったひとつの残酷な希望）。 |
| 2011年5月8日   | monoROSETTA          | GREATEST HITS(予定) Vol.1                                                 | 東方重編曲CD | IOSYS             | |
| 2011年8月13日  | monoROSETTA          | 東方プレシャス流星少女                                                    | 合輯         | IOSYS             | 參與「未確認少女〜sence of undefined feelings」。 |
| 2011年5月25日  | -                    | リアル系アイドル図鑑                                                      | 合輯         | 5pb.              | 收錄「魔法少女☆未滿」。 |
| 2012年9月26日  | TOTEM ROCK           | ホリデイ featuring 夢眠ねむ                                               | 單曲         | VILLAGE DISC      | 於iTunes Store販售。 |
| 2012年12月5日  | velvet peach seven   | Music Rainbow                                                             | 迷你專輯     | CE RECORDS        | 參與「Important Remix feat. 夢眠ねむ」。 |
| 2013年9月12日  | -                    | 妄想科学デパート AKIBANOISE presents ホタヒカ〜まだ帰りたくない、蛍の光〜 | 混音專輯     | Shops.Love        | 福嶋麻衣子在TOKYO FM演出的節目『妄想科学デパート AKIBANOISE』的企畫作品。參與「蛍の光（PandaBoY REMIX feat.夢眠ねむ）」。                                           |
| 2014年2月26日  | 寺嶋由芙             | #ゆーふらいと                                                             | 單曲         | AVOCADO records   | 參與作詞。 |
| 2015年4月22日  | DJみそしるとMCごはん | ジャスタジスイ                                                            | 專輯         | Ki/oon Music      | 參與「あんかけ炊炒飯 feat.夢眠ねむ」。 |

### Music Video導演
| 日期       | MV歌曲名稱               | 團體                 |
| ---------- | ------------------------ | -------------------- |
| 2012年12月 | ぼくらの季節             | 再見馬尾巴           |
| 2013年夏   | ノットボッチ...夏        | 電波組.inc           |
| 2014年2月  | 新世界交響楽             | さよならポニーテール |
| 2014年6月  | そんなに好きじゃなかった | 棒球熊樂團           |
| 2014年9月  | ウェッサイ!!ガッサイ!!   | LinQ                 |
| 2014年9月  | パフィピポ山             | 帕妃                 |

※除了「ぼくらの季節」，其他都是以影像導演團體「スミネム」導演。

## 演出

### 電視
- 「未来ディレクター吉村（ハードル・プードル）」（2012年12月27日深夜、朝日電視台）

朝日電視台助理導演
- 「夢眠ねむ＆Maa 夢眠姉妹のわくわく♡キュイジンヌ」（2014年7月7日起、FOODIES TV）

獲頒 2014年 Sky PerfecTV! awards 的「心動節目」獎。
- 「カルチュラサークル」（2014年8月9日，富士電視台）

第2彈（2015年1月31日）中亦有演出
- 「實在性百萬亞瑟王」（飾演マーリン，2014年，tvk等）
- 「〜おバカな大人マジリスペクト!〜人生のパイセンTV」（主持人，2015年1月4日，富士電視台）

### 動畫
- 偶像學園 插入歌「さまさまばけーしょん！」演出グッピー角色的歌唱部份。

### 網路節目
- 「たぬぴよラジオ」（2009年起，Ustream，毎週三日本時間 23:30 開始）

和吉河順央一起進行個性化的全 Free Talk 影像廣播
- 「萌えろ!!エンジェルちゃん」（2012年4月至7月，Niconico本社頻道，每週五日本時間21時）

和古川未鈴一起當主持人談論日本流行文化情報的節目
- 「DD.ディスティネーション」（2013年12月至2014年6月，朝日電視台Douga，每週六更新）

與模特兒日笠麗奈當主持人的偶像節目
- 「夢眠ねむと根本宗子のねむねも」（2015年1月起，LoGiRL、每週一日本時間22時）

與劇作家根本宗子進行個性化的談話節目
- 「日本動畫人展覽會」隨性鑑賞會第一集 (2015年2月13日，於Niconico直播)

### CM
- 真露「マッコリ(マッコリポンチ)」（2013年8月）
- Yahoo!Japan「ヤフオク!」（2013年11月、2014年4月[30]）
- SS製藥「エスカップ『ホップ ステップ エスカップ』キャンペーン」（2014年3月）[31]

### Music Video
- SILLYTHING - 「サマーロマンサー」（女主角，2012年9月）[32]